# Thomas Abbt
‎
Thomas Abbt, nemški matematik, filozof, teolog, pedagog in pisatelj, * 25. november 1738, Ulm, Nemčija, † 3. november 1766, Bückeburg, Nemčija.
Abbt je bil profesor filozofije na Univerzi v Frankfurtu na Odri, profesor filozofije in matematike na Univerzi v Berlinu in profesor matematike na Univerzi v Rintelnu.

## Dela
- Vom Tode für's Vaterlans (1761)
- Vom Verdienste (1765)